# فابيو شتراوس
فابيو شتراوس (بالألمانية: Fabio Strauss)‏ (6 أغسطس 1994 بسالزبورغ في النمسا - ) هو لاعب كرة قدم نمساوي في مركز الدفاع. لعب مع نادي أوستريا سالزبورغ ونادي غروديغ.

## وصلات خارجية
- فابيو شتراوس على موقع قاعدة بيانات كرة القدم.إي يو (الإنجليزية)
- فابيو شتراوس على موقع Soccerway.com (الإنجليزية)
- فابيو شتراوس على موقع عالم كرة القدم.نت (الإنجليزية)